# Vague statique
 (signalé en juillet 2025).
Si vous disposez d'ouvrages ou d'articles de référence ou si vous connaissez des sites web de qualité traitant du thème abordé ici, merci de compléter l'article en donnant les références utiles à sa vérifiabilité et en les liant à la section « Notes et références ».
- Archive Wikiwix
- Bing
- Cairn
- DuckDuckGo
- E. Universalis
- Gallica
- Google
- G. Books
- G. News
- G. Scholar
- Persée
- Qwant
- (zh) Baidu
- (ru) Yandex
- (wd) trouver des œuvres sur Wikidata

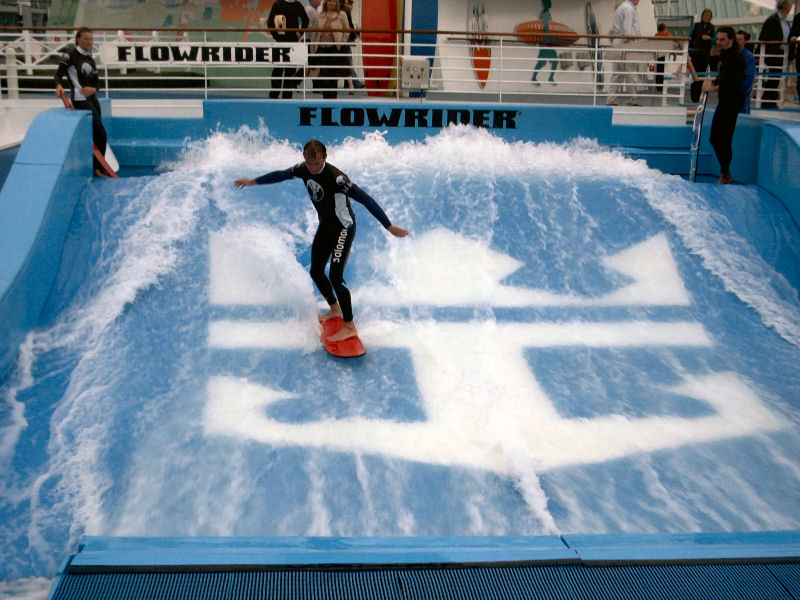
Une vague statique à bord du Freedom of the Seas.

Une vague statique est une onde stationnaire qui se forme à la surface d'un cours d'eau lorsque l'eau franchit un obstacle dans un état d'écoulement rapide. Pour cela, il faut que le cours d'eau soit peu profond et que l'inertie de l'eau surmonte sa gravité en raison de sa vitesse d'écoulement supercritique (nombre de Froude : > 1,7) et ne soit donc ni freinée de manière significative par l'obstacle ni poussée sur le côté. L'obstacle peut être constitué par exemple de gros rochers au fond de la rivière ou d'un seuil dans le lit de la rivière. Il peut également s'agir d'un ressaut hydraulique.
Les vagues statiques peuvent également servir d'installation sportive permettant la pratique du surf et de disciplines de glisse voisines. Il peut s'agir d'une vague créée artificiellement spécifiquement pour la pratique de ces sports. Elle se présente comme un bac muni d'un plan incurvé au pied duquel de l'eau est projetée contre la pente, dans laquelle le pratiquant évolue sur sa planche. Le dispositif permet la pratique dans des sites autres que les spots naturels, notamment sur des paquebots de croisière de la Royal Caribbean, ou encore à La Réunion, où la « crise requin » entrave désormais le surf hors du lagon.

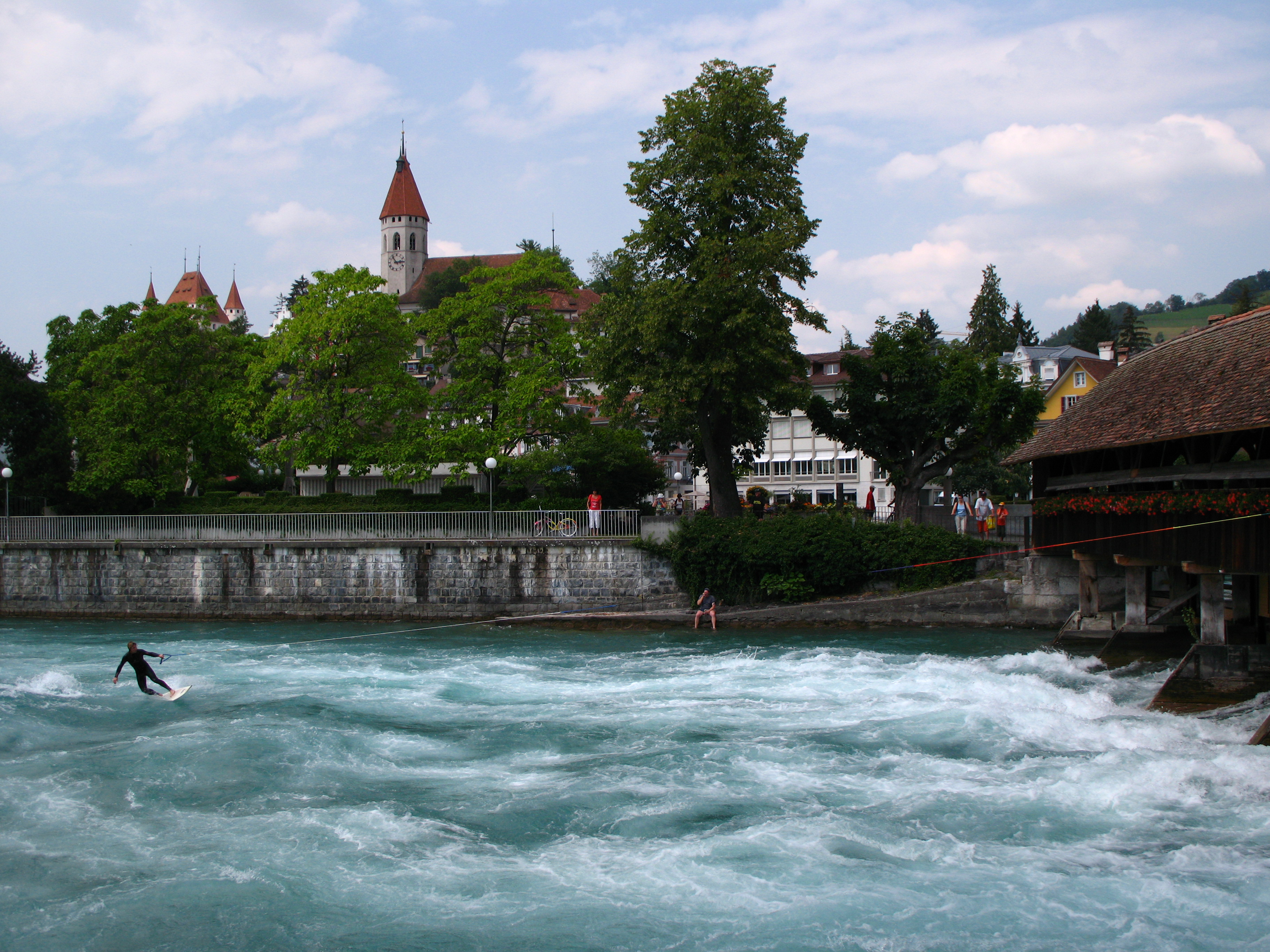
L'écluse supérieure de la ville de Thoune engendre une vague statique permettant le surf.

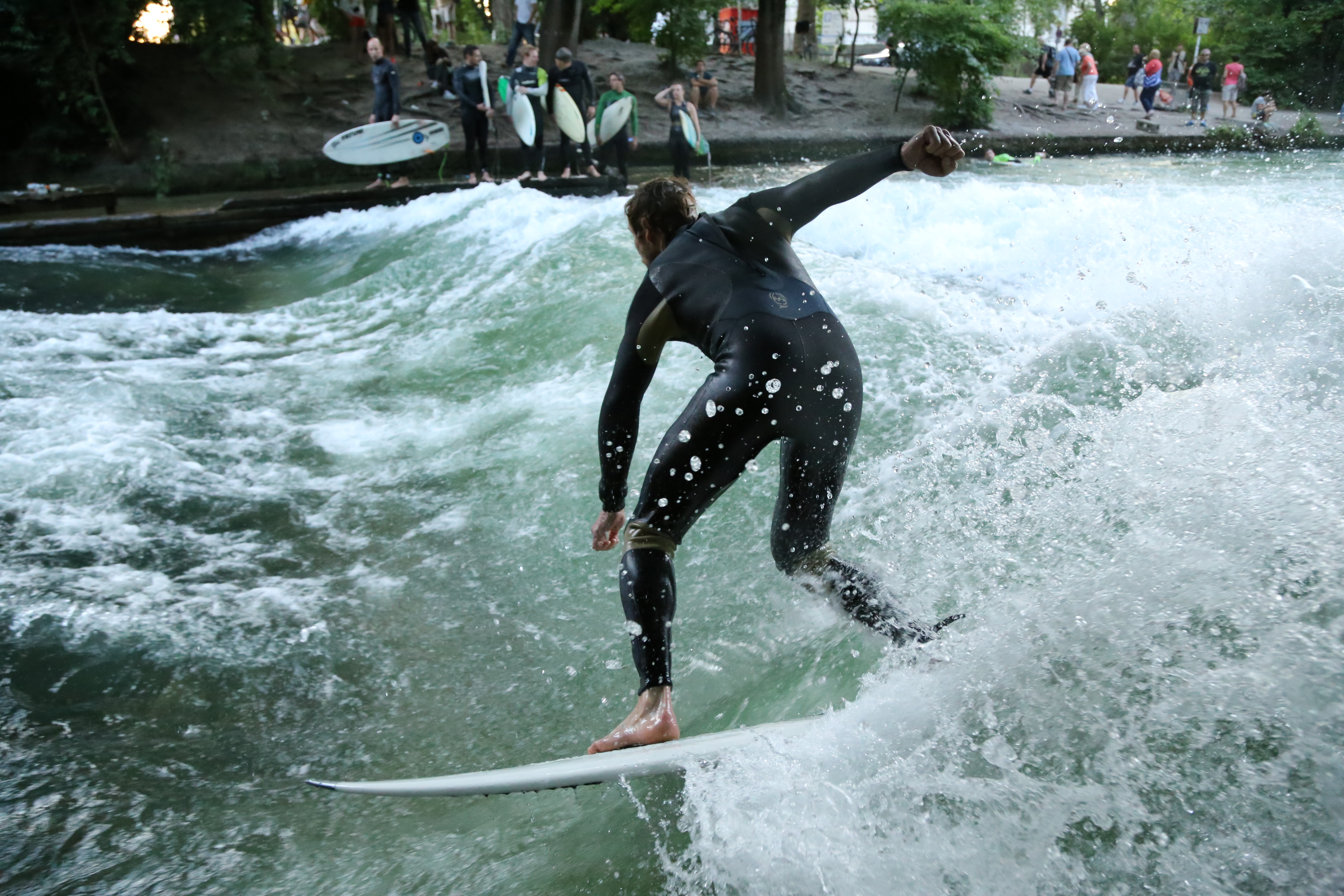
La vague statique de l'Eisbach dans le jardin anglais de Munich.

La jardin anglais de Munich présente une vague statique naturelle sur l'Eisbach. L'écluse supérieure de la ville de Thoune en Suisse engendre une vague statique naturelle permettant la pratique du surf.